# Метод шампанизации вина в непрерывном потоке
Метод шампанизации вина в непрерывном потоке — технология производства игристого вина, также известная как резервуарный непрерывный метод шампанизации, была разработана профессором Г. Г. Агабальянцем, доцентом А. А. Мержанианом и С. А. Брусиловским на базе работ по «непрерывному брожению сахарсодержащих веществ» профессора С. В. Лебедева и способа резервуарной шампанизации профессора А. М. Фролова-Багреева.
Как и метод Шарма, целью разработки технологии было упрощение, удешевление и повышение технологичности производства игристых вин по сравнению с традиционным методом (фр. Méthode Champenoise). Примененный при производстве Советского шампанского новый метод позволил значительно увеличить производительность основного оборудования, повысить уровень механизации и автоматизации производства.

## История
А. М. Фролов-Багреев предложил и реализовал способ резервуарной шампанизации, при котором вино бродит не в бутылках, а в резервуарах большого объёма, от сотен литров до 10 000 литров. В отличие от классического метода, и тиражный, и экспедиционный ликёры добавляют одновременно. Благодаря рубашке, обвивающей резервуар, внутри которой циркулирует охлаждающая жидкость, можно контролировать температуру вина и останавливать процесс брожения в любой момент, как только будут достигнуты желаемые параметры. Это позволило значительно ускорить изготовление вина. К сожалению, дрожжи распределяются по резервуару неравномерно, и контакт вина с ними будет также неравномерен, а из-за ускорения процесса время контакта вина с дрожжами тоже сократилось. По этим двум причинам вино получалось менее ароматичным и менее однородным по качеству.
Идея шампанизации вина в непрерывном потоке была выдвинута в 1940 г. профессором Г. Г. Агабальянцем и доцентом А. А. Мержанианом кафедры виноделия Краснодарского института пищевой промышленности. Основанием разработки стали работы по «непрерывному брожению сахарсодержащих веществ» профессора С. В. Лебедева. Основной идеей было не статическое брожение в резервуаре, акратофоре, а использование целой батареи соединенных последовательно резервуаров. Виноматериал загружается в них последовательно, и каждый следующий резервуар загружается, когда в предыдущем были достигнуты требуемые параметры (с задержкой в 2-5 дней). Экспедиционный ликёр загружается отдельно. Как только будут достигнуты ожидаемые параметры в первом резервуаре, то его содержимое переливается в резервуар для разлива вина, а виноматериал из других резервуаров будет перетекать из одного акратофора в другой.
В 1943—1945 гг. на кафедре виноделия краснодарского института пищевой промышленности Е. И. Козленко в лабораторных условиях экспериментально было доказано, что получение шампанских вин непрерывным потоком по методу профессора Агабальянца принципиально возможно.
В 1950 году на Горьковском заводе шампанских вин под руководством Горло Г. В. (выпускник Краснодарского Института виноделия и виноградарства) и Байлука В. В. проведены успешные трехмесячные испытания производственно-опытной установки непрерывной шампанизации вин по методу профессора Агабальянца.
в 1958 году была введена в действие первая в отечественной и мировой практике промышленная установка непрерывной шампанизации на Московском заводе шампанских вин.
Вторая типовая спаренная установка с автоматизацией контроля и регулирования технологического процесса была сдана в эксплуатацию в сентябре 1959 года на Горьковском заводе шампанских вин.
Считается, что известный производитель шампанского Moët & Chandon купил лицензию на технологию[уточнить].

## Технология
Новшеством данного метода шампанизации является вторичное брожение вина в непрерывном потоке, проходящем с постоянной скоростью через бродильные резервуары при избыточном давлении с непрерывным дозированием дрожжей в начале потока и экспедиционного ликера — в конце. Разница с методом Фролова-Багреева состоит в том, что контакт вина с дрожжами стал равномернее, сами дрожжи находятся во взвешенном положении, а не в осадке, процесс протекает под постоянным давлением, и в том, что добавление дрожжей в самом начале процесса позволило проводить его в бескислородной атмосфере. Благодаря этому процесс стал технологичнее и управляемее, вина получаются более высокого качества, более игристые.

## Резервуарный периодический метод шампанизации
Существует вариант технологии, известный как резервуарный периодический метод шампанизации. В отличие от резервуарного непрерывного метода шампанизации вино, изготавливаемое по этой технологии, находится в статическом положении (пропускается стадия обескислороживания сырья). Технология менее производительна, хуже автоматизируется, а вино получается худшего качества.